# Hrvoje Petrač
Hrvoje Petrač (Slavonski Brod, 25. kolovoza 1955.) hrvatski je poduzetnik i ekonomist. 
Iako rođen u Slavoniji, njegova obitelj potječe iz Hrvatskoga zagorja. U mladosti se bavio džudom, postigavši značajne uspjehe kao prvak Hrvatske i viceprvak Jugoslavije. Nakon završetka Ekonomskog fakulteta u Zagrebu, izgradio je raznovrsnu poslovnu karijeru.
Prije osamostaljenja Hrvatske radio je kao šef predstavništva Volkswagena za Jugoslaviju te prije toga u „Ferimportu”. Tijekom uvođenja hrvatskog dinara, sudjelovao je u procesu zamjene jugoslavenskih dinara za njemačke marke. U Hrvatskoj je razvio mrežu zastupništava, postavši zastupnikom za prestižne brendove poput Volva, Ducatija i Lavazze. Njegov poslovni portfolio uključivao je: tvrtku Petrač leasing za prodaju automobila, lanac kafića Downtown, restoran Cantinetta u središtu Zagreba, Kaptol banku, koju je osnovao s Dejanom Košutićem, unukom Franje Tuđmana. U vlasništvu je vinogradarskog imanja od 10 hektara na Hršak-Bregu iznad Krapinskih Toplica, gdje proizvodi vina pod brendom „Petrač vina”. 
Godine 2004. nepravomoćno je osuđen na šest godina zatvora zbog sudjelovanja u otmici sina generala Vladimira Zagorca. Nakon bijega, uhićen je 31. kolovoza 2005. u Grčkoj. U obnovljenom postupku 2006. godine ponovno je osuđen na istu kaznu, koja je postala pravomoćna 2007. godine.